# Герб Нового Места
Герб Но́вого Ме́ста — бывшего города, ныне села в Новозыбковском районе Брянской области России

## Описание герба
«Шесть золотых ульев, поставленные пирамидально один на другом, окружённые золотыми пчёлами в зелёном поле, означающим великое изобилие оными, от которых страна сия и набогащается».

## История герба
Исторический герб Нового Места был Высочайше утверждён 4 июня 1782 года императрицей Екатериной II вместе с другими гербами городов Новгородско-Северского наместничества (ПСЗРИ, 1782, Закон № 15424).
Подлинное описание герба уездного города Нового Места гласило: 

Шесть золотыхъ ульевъ, поставленные пирамидою одинъ на другой, окружённые золотыми пчелами въ зелёномъ полѣ, означающія великое изобиліе оными, от которыхъ страна сія и набогащается.
В 1865 году, в период геральдической реформы Кёне, был разработан проект нового герба Нового Места (официально не утверждён):«Зеленый щит, разделённый золотым крестом, сопровождаемым 4 золотыми пчёлами с червлёными усами и лапами. В вольной части — герб Черниговской губернии. Щит увенчан червлёной стенчатой короной и окружён золотыми колосьями, соединёнными Александровской лентой».
В советское время исторический герб Нового Места не использовался.
В постсоветский период решения о возрождении или восстановлении исторического герба в качестве официального символа для села Нового Места, местными властями не принимались.